# 1976 en handball
| Années du handball : 1973 - 1974 - 1975 - 1976 - 1977 - 1978 - 1979    |
| Décennies du handball : 1940 - 1950 - 1960 - 1970 - 1980 - 1990 - 2000 |

Cet article présente les faits marquants de l'année 1976 en handball.

## Par compétitions

### Jeux olympiques
Les tournois masculin et féminin des Jeux olympiques de 1976 a eu lieu à Montréal du 31 juillet au 11 août. 
|                                     | Hommes           | Femmes             |
| ----------------------------------- | ---------------- | ------------------ |
| Médaille d'or, Jeux olympiques      | Union soviétique | Union soviétique   |
| Médaille d'argent, Jeux olympiques  | Roumanie         | Allemagne de l'Est |
| Médaille de bronze, Jeux olympiques | Pologne          | Hongrie            |

Au Canada, l'URSS remporte la médaille d'or chez les hommes comme chez les femmes. Le premier tournoi féminin est archi-dominé par les Soviétiques qui remportent tranquillement le mini-championnat qui oppose les six équipes présentes, avec cinq victoires et une moyenne de huit buts seulement encaissés par matchs.
Du côté des hommes, trois équipes terminent à égalité de points dans le groupe A et sont départagées à la différence de buts générale : l'Union soviétique retrouvera en finale la Roumanie, l'Allemagne de l'Ouest jouera pour la médaille de bronze tandis que le champion en titre yougoslave, qui s'est loupé dans son dernier match, devra se contenter du match pour la 5e place. En finale, les Roumains, quadruple champions du monde, font clairement figure de favoris face à des Soviétiques dont la meilleure performance était une quatrième place au Mondial 1967 puis aux JO de 1972. Mais l'équipe soviétique a réussi à très bien maîtriser le meneur de jeu Cristian Gațu et à limiter la réussite de Ștefan Birtalan qui ne parvient à marquer qu'à trois reprises alors qu'il avait jusqu'alors inscrit une moyenne de 6 buts par match. Ainsi, après 20 minutes, l'URSS avait déjà creusé l'écart (8-3), la mi-temps étant conclue sur un score de 10 à 6. Si la seconde période a été plus équilibrée, jamais le résultat final n'a été remis en cause et l'URSS d'Anatoli Evtouchenko remporte son premier titre sur le score de 19 à 15. Dans le match pour la médaille de bronze, la Pologne s'impose 21 à 18 aux dépens de l'Allemagne de l'Ouest grâce notamment aux 6 buts de Jerzy Klempel.

## Bilan de la saison 1975-1976 en club

### Coupes d'Europe
Cette saison est marquée par la création de la Coupe d'Europe des vainqueurs de coupe (C2), même si seule la compétition masculine sera finalement disputée et que les clubs soviétiques, est-allemands, polonais, roumains, tchécoslovaque et hongrois n'ont pas souhaité participer à la compétition en raison de la préparation des Jeux olympiques 1976 et du fait qu'il s'agit d'une nouvelle compétition.
|    | Compétition                    | Vainqueur                                               | Finaliste                                               | Score                                                   |
| -- | ------------------------------ | ------------------------------------------------------- | ------------------------------------------------------- | ------------------------------------------------------- |
| H. | Coupe des clubs champions (C1) | Borac Banja Luka                                        | KFUM Fredericia                                         | 17 – 15                                                 |
| H. | Coupe des coupes (C2)          | BM Granollers                                           | GW Dankersen                                            | 26 – 24ap                                               |
| F. | Coupe des clubs champions (C1) | ŽRK Radnički Belgrade                                   | Swift Roermond                                          | 22 – 12                                                 |
| F. | Coupe des coupes (C2)          | annulée du fait d'un nombre insuffisant de club engagés | annulée du fait d'un nombre insuffisant de club engagés | annulée du fait d'un nombre insuffisant de club engagés |

### Saison 1975-1976 en France
|    | Compétition           | Vainqueur              | Second                       | Score                  |
| -- | --------------------- | ---------------------- | ---------------------------- | ---------------------- |
| H. | Championnat de France | Stella Saint-Maur      | RP Strasbourg-Meinau         | 18 – 14                |
| H. | coupe de France       | SMUC Marseille         | Villemomble-Sports (Nat. II) | 16 – 14                |
| F. | Championnat de France | Paris UC (2)           | US Ivry                      | ?                      |
| F. | Coupe de France       | Pas de coupe de France | Pas de coupe de France       | Pas de coupe de France |

## Naissances et décès
Parmi les personnalités du handball nées en 1976, on trouve notamment :
- Alberto Entrerríos
- Guillaume Gille
- Torsten Jansen
- Anita Kulcsár
- Nordine Lazaar
- Leila Lejeune
- Venio Losert
- Thierry Omeyer
- Petar Metličić
- Nodjialem Myaro
- Laurent Reveret
- Estelle Vogein